# Metakirchheimerit
Metakirchheimerit (auch Meta-Kirchheimerit) ist ein sehr selten vorkommendes Mineral aus der Mineralklasse der „Phosphate, Arsenate und Vanadate“, das zur Gruppe der Uranglimmer gehört. Es kristallisiert im tetragonalen Kristallsystem mit der chemischen Zusammensetzung Co[UO2|AsO4]2·8H2O und konnte bisher nur in Form tafeliger Kristalle von quadratischem Habitus bis etwa 50 μm Größe von hellrosa bis fleischrosa Farbe gefunden werden.
Metakirchheimerit wird gelegentlich auch kurz als Kirchheimerit bezeichnet. Dies ist allerdings auch die Bezeichnung für die bisher nicht in der Natur beobachtete, wasserhaltigere Form des Metakirchheimerit mit der Zusammensetzung Co[UO2|AsO4]2·12H2O.

## Etymologie und Geschichte
Erstmals entdeckt wurde Metakirchheimerit in der Grube Sophia bei Wittichen im zum Schwarzwald gehörenden Landkreis Rottweil in Baden-Württemberg und beschrieben 1958 durch Kurt Walenta, der das Mineral nach dem damaligen Präsidenten des Geologischen Landesamtes Baden-Württemberg, Professor Franz Kirchheimer benannte.
Walenta konnte während seiner Analysen zum Metakirchheimerit durch Versuche nachweisen, dass sich Kirchheimerit nach der Entstehung in der Natur sehr schnell durch Wasserverlust (Dehydratation) in Metakirchheimerit umwandelt und deshalb bisher nur in dieser Form gefunden wurde. Diese Umwandlung ist allerdings relativ leicht umkehrbar. Bereits nach eintägiger Lagerung von natürlichem Metakirchheimerit in nasskalter Atmosphäre wandelt sich dieser zurück in die höhere Hydratationsstufe. Nach Walenta müsste es daher möglich sein, zumindest in der kalten Jahreszeit auch natürlichen Kirchheimerit zu finden.
Da der Metakirchheimerit noch im Gründungsjahr der International Mineralogical Association (IMA) erstbeschrieben und als eigenständige Mineralart anerkannt wurde, ist dies von ihrer Commission on New Minerals, Nomenclature and Classification (CNMNC) übernommen worden und bezeichnet den Metakirchheimerit als sogenanntes „grandfathered“ (G) Mineral. Die seit 2021 ebenfalls von der IMA/CNMNC anerkannte Kurzbezeichnung (auch Mineral-Symbol) von MineralName lautet „Mki“.
Ein Aufbewahrungsort für das Typmaterial des Minerals ist nicht dokumentiert.

## Klassifikation
In der veralteten 8. Auflage der Mineralsystematik nach Strunz gehörte der Metakirchheimerit zur Mineralklasse der „Phosphate, Arsenate, Vanadate“ und dort zur Abteilung „Wasserhaltige Phosphate, Arsenate und Vanadate mit fremden Anionen“, wo er gemeinsam mit Abernathyit, Meta-Ankoleit, Meta-Autunit, Metaheinrichit, Metakahlerit, Metanatroautunit, Metanatrouranospinit, Metanováčekit, Metatorbernit, Metauranocircit, Metauranospinit, Metazeunerit, Sincosit und Trögerit in der „Meta-Uranit-Reihe“ mit der Systemnummer VII/D.20b steht.
In der zuletzt 2018 überarbeiteten Lapis-Systematik nach Stefan Weiß, die formal auf der alten Systematik von Karl Hugo Strunz in der 8. Auflage basiert, erhielt das Mineral die System- und Mineralnummer VII/E.02-050. Dies entspricht der neu definierten Abteilung „Uranyl-Phosphate/Arsenate und Uranyl-Vanadate mit [UO2]2+–[PO4]/[AsO4]3− und [UO2]2+–[V2O8]6−, mit isotypen Vanadaten (Sincositreihe)“, wo Metakirchheimerit zusammen mit Abernathyit, Bassetit, Chernikovit, Lehnerit, Meta-Ankoleit, Meta-Autunit, Metaheinrichit, Metakahlerit, Metalodèvit, Metanatroautunit, Metanováčekit, Metarauchit, Metasaléeit, Metatorbernit, Metauranocircit, Metauranospinit, Metazeunerit, Natrouranospinit, Pseudo-Autunit (diskreditiert), Ulrichit, Uramarsit und Uramphit die „Meta-Autunit-Gruppe“ mit der Systemnummer VII/E.02 bildet.
Die von der International Mineralogical Association (IMA) zuletzt 2009 aktualisierte 9. Auflage der Strunz’schen Mineralsystematik ordnet den Metakirchheimerit ebenfalls in die Abteilung „Uranylphosphate und Arsenate“ ein. Diese ist weiter unterteilt nach dem Stoffmengenverhältnis von Uranyl zum Phosphat-, Arsenat- bzw. Vanadatkomplex. Das Mineral ist hier entsprechend seiner Zusammensetzung in der Unterabteilung „UO2 : RO4 = 1 : 1“ zu finden, wo es zusammen mit Bassetit, Lehnerit, Meta-Autunit, Metaheinrichit, Metakahlerit, Metalodèvit, Metanatroautunit, Metanováčekit, Metasaléeit, Metatorbernit, Metauramphit, Metauranocircit, Metauranospinit, Metazeunerit und Przhevalskit die „Meta-Autunit-Gruppe“ mit der Systemnummer 8.EB.10 bildet.
In der vorwiegend im englischen Sprachraum gebräuchlichen Systematik der Minerale nach Dana hat Metakirchheimerit die System- und Mineralnummer 40.02a.17.01. Das entspricht ebenfalls der Klasse der „Phosphate, Arsenate und Vanadate“ und dort der Abteilung „Wasserhaltige Phosphate etc.“. Hier findet er sich innerhalb der Unterabteilung „Wasserhaltige Phosphate etc., mit A2+(B2+)2(XO4) × x(H2O), mit (UO2)2+“ in einer unbenannten Gruppe mit der Systemnummer 40.02a.17, in der auch Metarauchit eingeordnet ist.

## Kristallstruktur
Metakirchheimerit kristallisiert tetragonal in der Raumgruppe P42/n (Raumgruppen-Nr. 86) mit den Gitterparametern a = 7,15 Å und c = 8,62 Å sowie einer Formeleinheit pro Elementarzelle.

## Eigenschaften
Das Mineral ist durch seinen Arsengehalt von etwa 17,7 % giftig sowie durch seinen Urangehalt sehr stark radioaktiv. Unter Berücksichtigung der Mengenanteile der radioaktiven Elemente in der idealisierten Summenformel sowie der Folgezerfälle der natürlichen Zerfallsreihen wird für das Mineral eine spezifische Aktivität von etwa 83,5 kBq/g angegeben (zum Vergleich: natürliches Kalium 0,0312 kBq/g). Der zitierte Wert kann je nach Mineralgehalt und Zusammensetzung der Stufen deutlich abweichen, auch sind selektive An- oder Abreicherungen der radioaktiven Zerfallsprodukte möglich und ändern die Aktivität.
Seine meist blassrosa Farbe ist für radioaktive Minerale sehr ungewöhnlich und daher ebenso wie seine nicht vorhandene Fluoreszenz recht auffällig.

## Bildung und Fundorte
Metakirchheimerit bildet sich wie die anderen Uranglimmer in der Oxidationszone von Uran-Lagerstätten. In den hydrothermalen Co-U-Ag-Bi-As-Gängen tritt Kirchheimerit gemeinsam mit Kahlerit als schuppig-krustiges sekundäres Umwandlungsprodukt primärer Uranminerale wie z. B. Uraninit auf. Weitere Begleitminerale sind unter anderem Nováčekit, Metaheinrichit und Erythrin.
Als sehr seltene Mineralbildung konnte Metakirchheimeritnur in wenigen Proben nachgewiesen werden, die aus weltweit bisher weniger als 10 dokumentierten Fundorten stammen (Stand 2025). Außer an seiner Typlokalität in der Grube Sophia bei Wittichen, die inzwischen geschlossen ist, trat das Mineral in Deutschland noch in den nahegelegenen Gruben „St.-Josephs-Zeche“ und „Anton“ auf.
In Tschechien fand sich Metakirchheimerit in der Jáchymover „Grube Einigkeit“ (Důl Svornost) und in der dortigen Ader „Jan Evangelista“. Der französische Fundort Riviéral bei Lodève in der Region Languedoc-Roussillon gilt bisher als fraglich bzw. nicht bestätigt.

## Vorsichtsmaßnahmen
Aufgrund der Toxizität und der starken Radioaktivität des Minerals sollten Proben nur in staub- und strahlungsdichten Behältern, vor allem aber niemals in Wohn-, Schlaf- und Arbeitsräumen aufbewahrt werden. Ebenso sollte eine Aufnahme in den Körper (Inkorporation) auf jeden Fall verhindert und zur Sicherheit direkter Körperkontakt vermieden sowie beim Umgang mit dem Mineral Mundschutz und Handschuhe getragen werden.